# Anders Linderoth
Anders Karl Gustaf Linderoth (* 21. března 1950, Kristianstad) je bývalý švédský fotbalista a trenér.
Hrál na postu záložníka za Helsingborgs IF, Östers IF a Olympique Marseille. Hrál na MS 1978.

## Hráčská kariéra
Anders Linderoth hrál na postu záložníka za Stattena IF, Helsingborgs IF, Östers IF, Olympique Marseille, Mjällby AIF a Näsby IF.
Za Švédsko hrál 40 zápasů a dal 2 góly. Hrál na MS 1978.

## Trenérská kariéra
Linderoth trénoval několik skandinávských klubů.

## Úspěchy

### Individuální
- Fotbalista roku: 1976

## Osobní život
Anders Linderoth je otcem fotbalisty Tobiase Linderotha.